# Billion
| Listning af tal - fra 1 million til 100 billiarder |
| << 1 million 10 millioner 100 millioner 1 milliard 10 milliarder 100 milliarder 1 billion 10 billioner 100 billioner 1 billiard 10 billiarder 100 billiarder >> |

En billion er tusinde milliarder, eller en million millioner =1012 = 1.000.000.000.000. Ordet kommer af det latinske præfiks bi- (to) og med endelse fra million. Præfikset henviser til, at tallet tilsvarer 1.000.000² (en million i anden potens).
SI-præfikset T for tera angiver en billion.
Alt efter hvilken tal skala der bruges, kan billion både betyde en milliard (lange skala) og en million millioner (billion) på den korte skala.
Dette har ofte givet fejlfortolkninger i f.eks. TV-tekster hvor nyhederne gengiver fejlagtigt amerikansk 'billion' uændret, hvor det burde være 'milliard'. I og med at mange engelsktalende lande som f.eks. USA bruger den korte skala og hvor vi i Danmark bruger den lange skala, som bruges i stort set hele Europa, samt store dele af Sydamerika.